# سنتا
سنتا (به مجاری:  Szenta) یک منطقهٔ مسکونی در مجارستان است که در ناحیه چورگو واقع شده‌است. سنتا ۶۴٫۴۷ کیلومتر مربع مساحت و ۳۷۵ نفر جمعیت دارد.